# Tempel van Amon (Medinet Haboe)

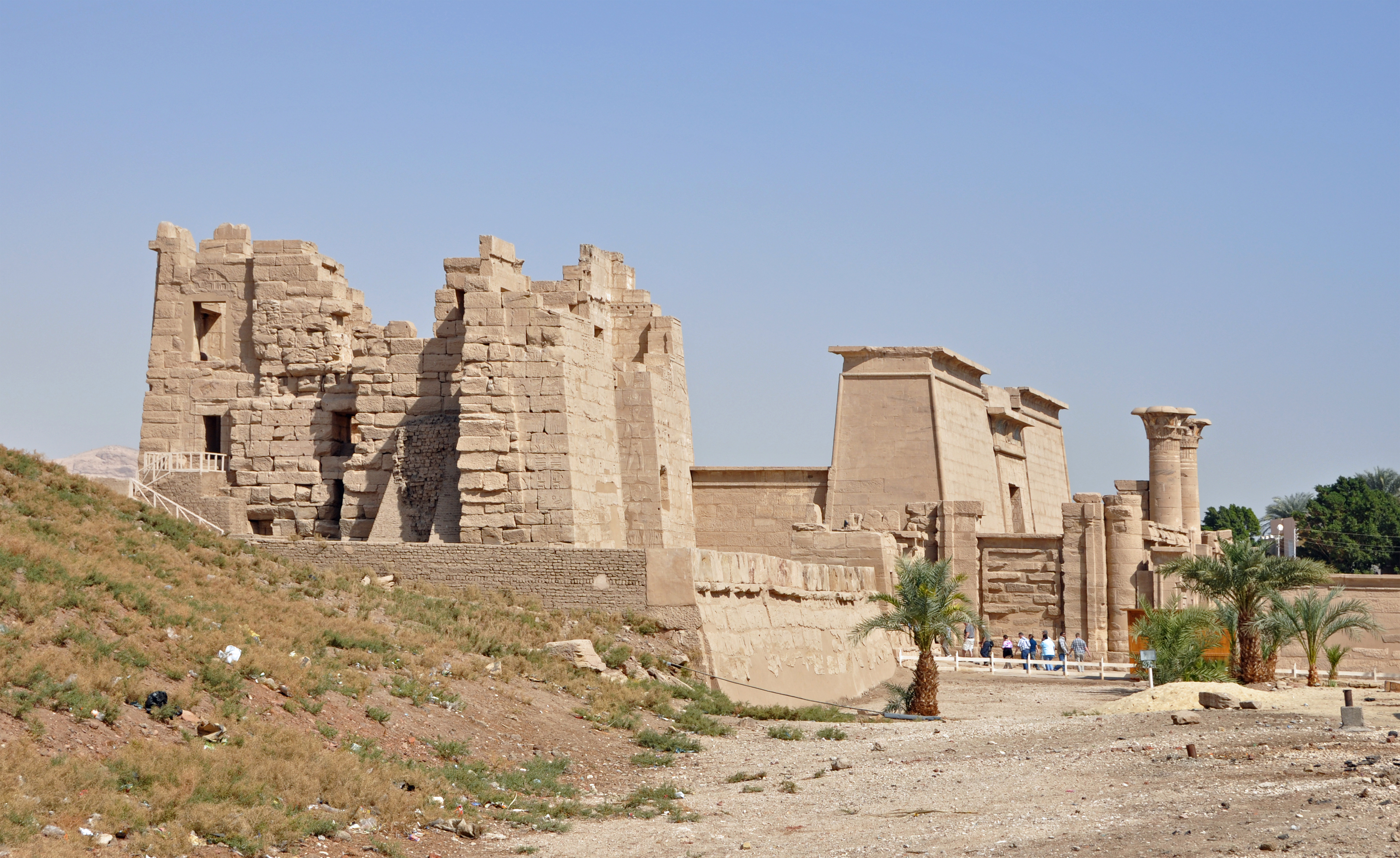
tempel van Amon

De tempel van Amon is een Egyptische tempel opgericht in Medinet Haboe voor de god Amon die het graf van Amon Kematef voorstelde, die zichzelf genereerde. In de XIde dynastie was er een eerste aanzet, maar de tempel werd grotendeels opgericht ten tijde van Hatsjepsoet en Thoetmosis III. Door Ramses III werd er een muur rond gebouwd en in de Koesjitische tijd werd een hal met een pyloon opgericht. De Ptolemaeën bouwden er ook verder aan en door Gordianus III werd er begonnen aan de pronaos die echter nooit werd afgewerkt.
Op de zuidermuur van deze tempel is de grootste kalender afgebeeld met aanduiding wanneer welke godheid vereerd moest worden. De rituelen waren verbonden met astronomische gegevens, zoals vandaag de dag nog veel feesten met dergelijke gegevens in verband staan.